# Rua de São Bento
A Rua de São Bento é uma conhecida rua de Lisboa, situada no limite das freguesias de Campo de Ourique e Estrela (a ocidente) e Santo António e Misericórdia (a oriente).
O topónimo «São Bento» data do século XVI, quando foi construído o convento beneditino onde funciona actualmente a Assembleia da República.
Na rua de São Bento nasceram Alexandre Herculano e Laura Alves e viveram Amália Rodrigues, Hintze Ribeiro e Fernando Pessoa.